# Centrala Tejo (condiții de muncă)
Întreaga funcționare a Centralei Tejo, precum și evoluția electrică a orașului, a fost posibilă numai datorită lucrărilor efectuate de către persoanele care puneau în mișcare tote mașinile, zi și noapte, asigurând ca Centrala să nu se oprească niciodată din producție.
Cum consumul de energie electrică din oraș, niciodată nu se oprește, cazanele nu puteau să se odihnească. A fost necesar să se creeze un sistem de lucru de douăzeci și patru de ore în Centrala Tejo cu trei schimburi rotative, de la 00:00 la 08:00; de la 08:00 la 16:00 și de la 16:00 la 00:00. Având în vedere creșterile succesive de putere și extensiile Centralei, a fost necesară angajarea mai multor muncitori, în special în timpul războiului. În anii 1940 erau circa 550 de muncitori, de la personal specializat până la cei care aveau sarcini mai simple dar mai grele de executat și care erau în număr mai mare.

## Divizarea muncii
Centrala Tejo este un organism industrial de mare complexitate, precum și cantitatea de mână de lucru necesară, necesita o organizare a muncii, ierarhică, care era împărțită pe sală,coexistând lucrări mai grele, dar și mai suportabile. Inutil de spus că cei care lucrau în fața cazanelor sufereau mai mult decât cel care lucra, de exemplu, la controlarea pupitrului de comandă.

Au fost circa 45 tipuri de lucrări în Centrală, de la munca în fabrică ca fochist până la munca în ateliere și electrician în substații.
Domeniile de activitate în Centrală:
- Piața de Cărbune: Aici erau muncitorii care descărcau și distribuiau cărbunele. Alcochetanii, responsabili cu descărcarea cărbunelui din barcă până în Piața Cărbunelui, erau angajați periodic pentru această lucrare, iar numele le-au fost date datorită faptului că erau bărbați și femei care proveneau din Alcochete, un sat din partea cealaltă a fluviului Tejo. Ei veneau pentru a descărca cărbunele, transportândul și depozitândul, în acord cu țara de proveniență a cărbunelui.

În Piața Cărbunelui, muncitorii centralei, denumiți Oamenii  Pieței, distribuiau cărbunele și făceau alimentarea cazanelor. Într-o zi normală de lucru erau circa 16 persoane la fiecare schimb, incluzând responsabilii, oameni de întreținere a mașinilor și de control a ascensoarelor de cărbune și a cântarului.
- Sala Cazanelor: este sala care necesita mai mulți muncitori din întreaga centrală: nouăzeci de persoane între 08:00 și 17:00, și treizeci de persoane în restul turei. Fiecare post de lucru era necesar pentru buna funcționare a cazanelor.

Un inginer sef și cu doi subalterni, supravegheau cazanele. În controlul Cazanelor se afla fochistull-șef care de la pupitrul de comandă, controla producția de aburi și subalternul fochistului-șef, dădea indicații din partea de sus a cazanului. Odată cu arderea carbunelui, fochistul controla calitatea de ardere, iar un alt fochist, în partea din spate a cazanului, împingea înapoi cărbunele nears pentru a fi ars.
- Cenușarele: În sala de sub cazane, se aflau muncitorii responsabili cu extracția cenușei de la cărbune. Funcția lor era să scoată cenușa din interior spre exteriorul Centralei.

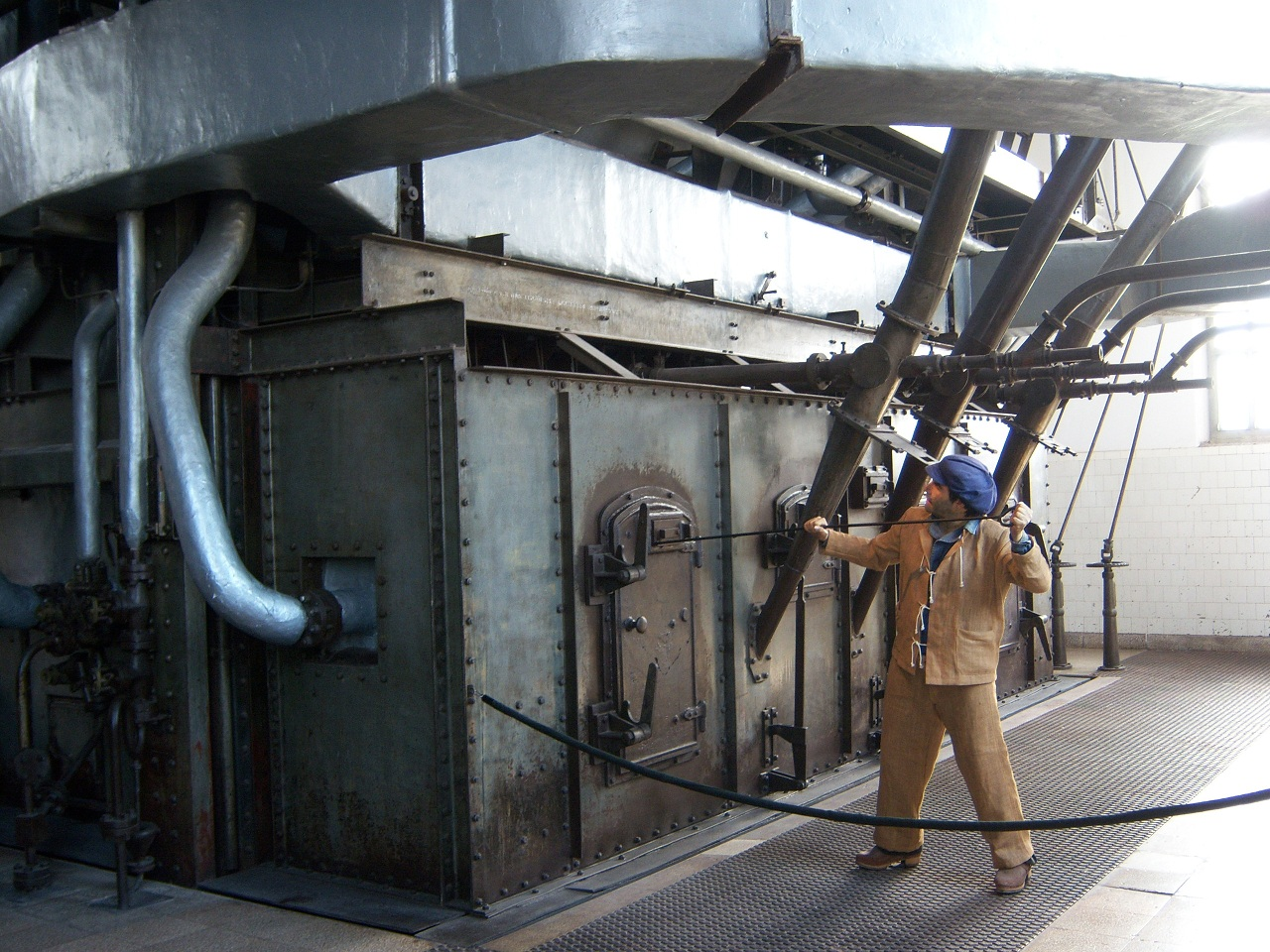
Manechinul fochist în spatele unui cazan de înaltă presiune.

- Sala de mașini și auxiliare: Era aici unde se găsea tot personalul mai calificat din toată centrala, dar fără să disprețuiască muncitorii care sufereau mai mult, făceau diferența între a pune în mișcare un cazan și a controla grupurile turboalternatoare, generatoare de curent electric, și de toată mașinăria auxiliară, care era enormă. Aici lucrau circa 15 persoane în timpul zilei: ingineri tehnici, mecanici, personal responsabil cu purificarea apei, personal de curățenie și întreținere.

- Substația: Unde lucrau electricienii responsabili de stația de transformare și de materialele electrice ca, transformatoare, comutatoare, etc.

- De reținut încă unele activități în plus a producției ca, laboratoare, ateliere, birouri de desen și depozite. În atelierul de Electricitate, se făcea întreținerea la toată infra-structura electrică a centralei, în tâmplărie și fierărie muncitorii faceau tipare, mobilierul și cele mai variate tipuri de piese pentru lucrul în centrală.

În această unitate, ziua de lucru începea la ora 08:00 și până la 17:00, numărând circa 50 persoane.
- Erau,de asemenea, posturi de lucru de pază și siguranță (patru persoane pe schimb) și de asemenea, responsabili de lucrări administrative.

## Condițiile de muncă
Condițiile de muncă în Centrala Tejo (așa ca în oricare altă centrală termoelectrică de epocă) nu au fost foarte ușoare: munca era foarte grea, ceea ce echivala cu o slabă calitate de viață a muncitorilor. Cele mai grele lucrări din centrală erau: descărcarea cărbunelui, lucrările de la cazane, scoaterea cenușei, curățarea canalelor de răcire și ale cenușarelor.
La picioarele cazanelor erau fochistii, responsabilii cu supravegherea și controlarea nivelului de cărbune de pe banda rulantă de ardere, distribuind în mod regult cărbunele și manevrând cu mai mare sau mai mică viteză banda de ardere. În partea din spatele cazanelor, erau fochiștii, care împingeau înapoi spre mijlocul bandei de ardere, cărbunele care nu era ars complet. Era o muncă foarte grea, una dintre cele mai grele din centrală, din cauză că aveau de suportat căldura intensă din toată sala încă înainte de deschiderea cuptorului care ridica căldura la nivele extreme și respirând constant produse din arderea cărbunelui, cum ar fi fumul și zgura.   

Dar chiar mai rău era la munca realizată în parte de jos de sub cazane, în zona cenușarelor. Scoaterea cenușei era munca mai dureroasă dintre toate activitățile, desfășurate într-o atmosferă cu temperaturile cele mai ridicate din toată centrala, plină de gaze și zgură rezultate din cenușa încă fierbinte, care trebuia scoasă, de multe ori manual, și transportată până în Piața Cărbunelui în vagonete și descărcată în locurile pentru cenușă. Acest transport de cenușă la exterior înrăutățea și mai mult condițiile de muncă ale persoanelor, din cauza diferențelor de temperaturi din interiorul și exteriorul centralei.                                                                    
Aceste trei locuri de muncă merită o atenție deosebită deoarece munca lor, efortul lor și uneori cu riscul propriei vieți, au făcut posibilă producția de energie electrică de care ei însăși nu se puteau bucura. Datorită lor și a altora ca ei, a fost posibilă alimentarea cu energie electrică a fabricilor din Lisabona și a burgheziei din cele mai nobile zone ale orașului.

## Aspecte sociale
Companiile reunite de Gaz și Electricitate (CRGE) au pus în aplicare o politică socială pentru angajații lor, deoarece compania era una dintre cele mai mari din Portugalia și unde aveau mii de posturi de lucru în întreaga țară. Printre lucrările cele mai importante realizate în Lisabona, au fost:
- Construirea de locuințe sociale din zona Camarão da Ajuda, din anii 1940.
- Construirea de școli atât pentru copii muncitorilor, cât și pentru proprii muncitori, cu clase  pentru cei mai mici și, formare tehnică și alfabetizare pentru adulți.
- Înființarea de centre de sănătate pentru familiile care au lucrat aici.